# Желтобрюхий тритон
Желтобрюхий тритон (лат. Taricha granulosa) — вид очень ядовитых амфибий из рода западноамериканских тритонов (лат. Taricha) отряда хвостатых земноводных.

## Описание
Длина амфибий от 13 до 22 см. Животные имеют зернистую кожу, спина от светло-коричневого до коричнево-чёрного цвета, брюхо жёлтого или оранжевого цвета. Некоторые особи имеют тёмные пятна на боковых поверхностях.
Вид разделяется на два подвида:
- Т. g. granulosa
- Т. g. mazamae — имеет более тёмную спину и более яркий живот, чем представители другого подвида. Встречается только в районе озера Крейтер.

## Ареал
В отличие от представителей других родов весьма обширен, населяя западное побережье США и Канады от Калифорнии до южной Аляски. К востоку от Каскадных гор встречаются редко, хотя местами встречается даже в Монтане и Айдахо.

## Токсичность
Как и другие тритоны рода Taricha желтобрюхий тритон способен выделять сильный яд — тетродотоксин.

## Фото

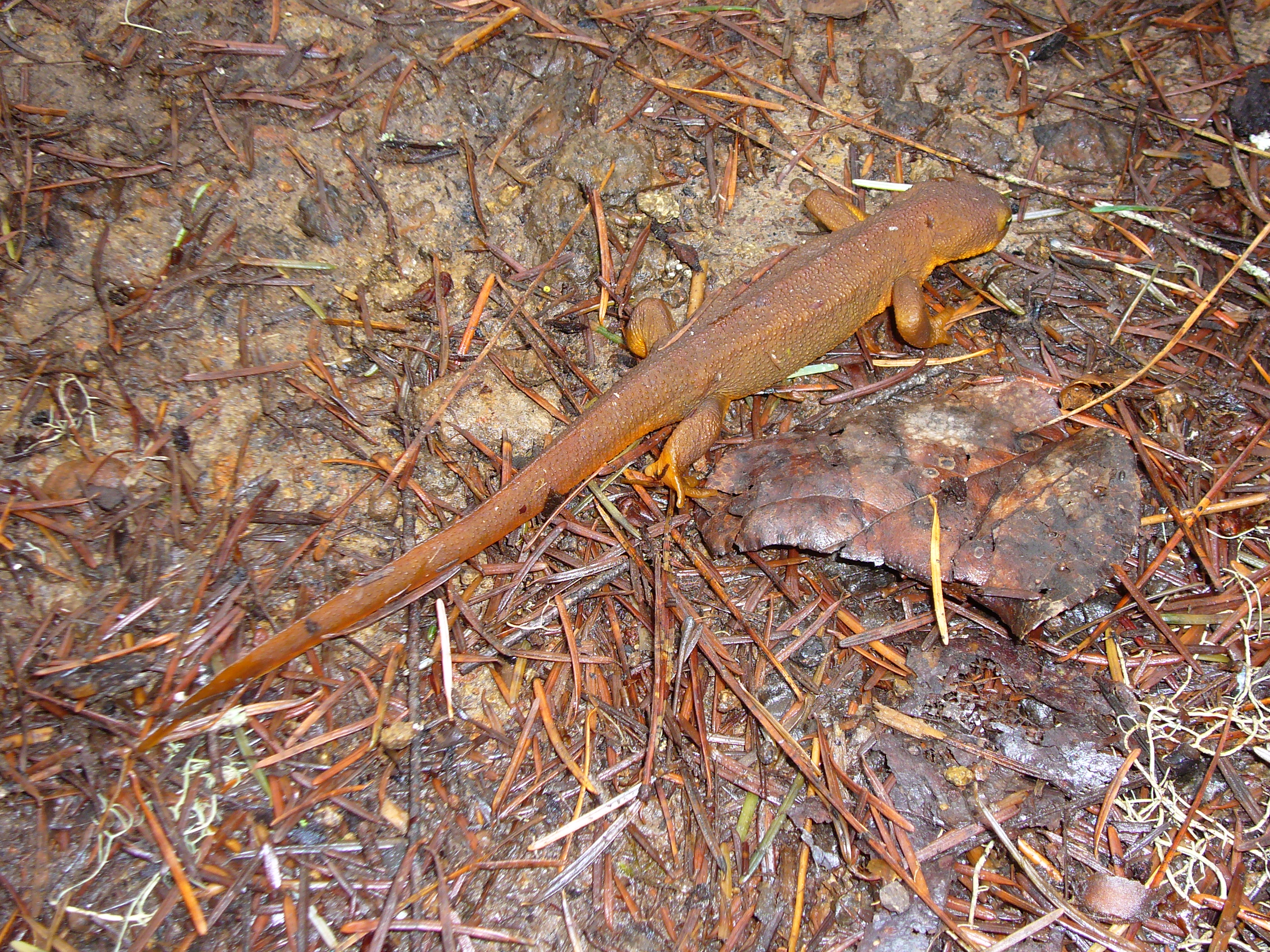
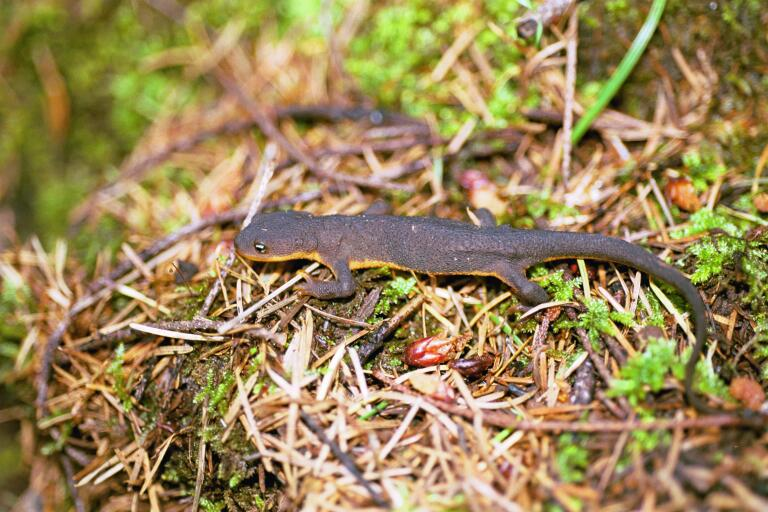